# Władysław Strzelecki (filolog)
Władysław Strzelecki (ur. 20 stycznia 1905 we Lwowie, zm. 15 września 1967 w Krakowie) – polski filolog klasyczny, profesor i wykładowca Uniwersytetu Wrocławskiego i Uniwersytetu Jagiellońskiego.

## Życiorys
Władysław Strzelecki urodził się we Lwowie jako jedno z czworga dzieci Adama i Wandy z Brochockich. W 1918 opuścił rodzinne miasto, podjął naukę w trzeciej klasie gimnazjum klasycznego w Zakopanem i po jego ukończeniu w 1924 podjął studia z filologii klasycznej i polonistyki na Uniwersytecie Jagiellońskim, a rok później przeniósł się na Uniwersytet Warszawski. W roku szkolnym 1928/1929 był nauczycielem języka łacińskiego w prywatnym gimnazjum na Bielanach. W 1929 uzyskał na UW stopień doktora filozofii i do 1931 odbywał staże naukowe w Berlinie, Getyndze i St. Andrews. Od 1931 do 1937 był nauczycielem łaciny w gimnazjum im. Józefa Poniatowskiego w Warszawie, przy czym od 1933 był nauczycielem dyplomowanym. W tym też roku uzyskał habilitację na UW. W latach 1937–1939 był nauczycielem języka łacińskiego w I Państwowym Gimnazjum i Liceum im. Stefana Batorego w Warszawie. W 1939 został profesorem nadzwyczajnym na Wydziale Nauk Humanistycznych KUL. We wrześniu 1939  spłonęło jego mieszkanie oraz zgromadzone w nim materiały. Do końca wojny mieszkał u rodziny w Niecieczy.
W 1946 objął stanowisko profesora na Uniwersytecie Wrocławskim. Od 1948 do 1958 był dyrektorem Instytutu Filologii Klasycznej UWr, natomiast w latach 1956–1958 dziekanem Wydziału Filologicznego UWr. Od 1948 do 1956 zasiadał we władzach Wrocławskiego Towarzystwa Naukowego, był także członkiem zarządu i prezesem Wrocławskiego Koła Polskiego Towarzystwa Filologicznego, a od 1948 do 1960 pełnił funkcję współredaktora czasopisma „Eos”. W 1958 przeniósł się do Krakowa, gdzie objął katedrę latynistyki na UJ, a w 1961  kierownictwo Katedry Filologii Klasycznej UJ i pozostał na tym stanowisku do śmierci. W latach 1960–1964 dwukrotnie pełnił funkcję dziekana Wydziału Filologicznego UJ.
Zajmował się głównie metryką starożytną, literaturą epoki archaicznej oraz gramatyką i leksykografią łacińską. Jego dorobek naukowy jest doceniany także poza Polską, jego prace są często cytowane. Publikował głównie w języku łacińskim. Odznaczony Krzyżem Oficerskim Orderu Odrodzenia Polski w 1956.
Od 1949 był żonaty z Bożeną z Modelskich, para nie miała dzieci. Zmarł 15 września 1967 w Krakowie i został pochowany na cmentarzu Rakowickim (kwatera LXVIII-19-97/98/99).